# Johann Nikolaus Götz
Johann Nikolaus Götz (Worms, 9 luglio 1721 – Winterburg, 4 novembre 1781) è stato un poeta tedesco.
Studiò teologia nell'Università di Halle dal 1739 al 1742, dove si legò d'amicizia con i poeti Johann Wilhelm Ludwig Gleim e Johann Peter Uz, fu cappellano militare per alcuni anni e ricoprì altri incarichi ecclesiastici.
Scrisse numerose liriche brevi e molte traduzioni, specialmente di Anacreonte. Leggere e brillanti, con uno spirito più francese che tedesco, fra di esse si ricorda Die Madcheninsel, un'elegia molto apprezzata da Federico II.

## Opere
- Versuch eines Wormsers in Gedichten, 1745.
- Die Oden Anakreons in reimlosen Versen, 1746.
- Die Gedichte Anakreons und der Sappho Oden, 1760.
- Vermischte Gedichte, 1785.